# Simão Mate Junior
Simão Mate Junior (Inhaca, 23 juli 1988) is een Mozambikaans voetballer die als defensieve middenvelder speelt. Hij tekende in 2013 bij UD Levante, waar hij in 2014 zijn contract verlengde tot medio 2017. Simão debuteerde in 2007 in het Mozambikaans voetbalelftal.

## Clubcarrière
Simão verliet in 2007 zijn vaderland om een profcontract te tekenen bij het Griekse Panathinaikos. In vijf seizoenen speelde hij 112 competitiewedstrijden voor de Griekse topclub. Op 14 juni 2012 verkreeg hij een vrije transfer. Vijf dagen later tekende hij bij het Chinese Shandong Luneng Taishan, waar hij zijn ex-coach van bij Panathinaikos Henk ten Cate terugvond. In maart 2013 verkaste hij als transfervrije speler naar UD Levante. Hij debuteerde in de Primera División tegen FC Barcelona.

## Erelijst
| Kampioen Super League | 1x | 2009/10 |
| Beker van Griekenland | 1x | 2009/10 |

1 Vegas ·
2 Son ·
3 Toño ·
4 Pier ·
5 Radoja ·
6 Duarte ·
7 León ·
9 Roger ·
10 Bardhi ·
11 Morales  ·
12 Malsa ·
13 Fernández ·
14 Vezo ·
15 Postigo ·
16 Rochina ·
17 Vukčević ·
18 De Frutos ·
19 Clerc ·
20 Miramón ·
21 Gómez ·
22 Melero ·
23 Coke ·
24 Campaña ·
25 Doukouré ·
34 Cárdenas ·
Coach: López